# زارنیتسا (سرزمین آلتای)
زارنیتسا (به لاتین: Zarnitsa) یک منطقهٔ مسکونی در روسیه است که در سرزمین آلتای واقع شده‌است.